# Шкіряний нарід
«Шкіряний нарід» (англ. Skin Folk) — збірка творів ямайської та канадської письменниці Нало Гопкінсон, що вперше вийшла 2001 року у видавництві Warner Aspect. Книгу нагороджено Всесвітньою премією фентезі за найкращу фантастичну збірку. Він також був відібраний до Списку літніх читань від Нью-Йорк таймс у 2002 році та визнана однією Найкращих книг року за версією Нью-Йорк Таймс.